# Amakusanthura botosaneanui
Amakusanthura botosaneanui är en kräftdjursart som beskrevs av Negoescu 2004. Amakusanthura botosaneanui ingår i släktet Amakusanthura och familjen Anthuridae. Inga underarter finns listade i Catalogue of Life.